# La Tour (Alta Saboia)
La Tour é uma comuna francesa na região administrativa de Auvérnia-Ródano-Alpes, no departamento da Alta Saboia. Estende-se por uma área de 7.73 km². Em 2010 a comuna tinha 1 313 habitantes (densidade: 169,9 hab./km²).